# Tekelaspråk
Tekelaspråk är en grupp bantuspråk bland ngunispråken, som främst talas i södra Afrika.
Det överlägset största språket i denna språkgrupp är siSwati som talas i Swaziland och angränsande delar av Sydafrika. Andra tekelaspråk är phuthi, bhaca, amaHlubi, cele och lala.